# Voleibol na Universíada de Verão de 1979

## Quadro de medalhas
| Ordem | País                | Medalha de ouro | Medalha de prata | Medalha de bronze |   |
| ----- | ------------------- | --------------- | ---------------- | ----------------- | - |
| 1     | KOR Coreia do Sul   | 1               |                  |                   | 1 |
| 1     | URS União Soviética | 1               |                  |                   | 1 |
| 3     | CUB Cuba            |                 | 1                | 1                 | 2 |
| 4     | JPN Japão           |                 | 1                | 1                 | 2 |